# Yang Junxuan
Yang Junxuan (Chinees: 杨浚瑄) (Zibo, 26 januari 2002) is een Chinese zwemster. Ze vertegenwoordigde haar vaderland op de Olympische Zomerspelen 2020 in Tokio.

## Carrière
Bij haar internationale debuut, tijdens de Aziatische Spelen 2018 in Jakarta, veroverde Yang de zilveren medaille op de 200 meter vrije slag en de bronzen medaille op 100 meter vrije slag. Op de 4×200 meter vrije slag legde ze samen met Li Bingjie, Wang Jianjiahe en Zhang Yufei beslag op de gouden medaille, samen met Zhu Menghui, Wu Yue en Wu Qingfeng sleepte ze de zilveren medaille in de wacht op de 4×100 meter vrije slag. Op de wereldkampioenschappen kortebaanzwemmen 2018 in Hangzhou strandde de Chinese in de series van de 200 meter vrije slag. Op de 4×200 meter vrije slag werd ze samen met Li Bingjie, Zhang Yufei en Wang Jianjiahe wereldkampioen, samen met Zhu Menghui, Liu Xiang en Wang Jingzhuo behaalde ze de bronzen medaille op de 4×100 meter vrije slag. Op de 4×100 meter wisselslag zwom ze samen met Fu Yuanhui, Shi Jinglin en Wang Yichun in de series, in de finale veroverden Fu en Shi samen met Zhang Yufei en Zhu Menghui de zilveren medaille. Voor haar aandeel in de series ontving ze eveneens de zilveren medaille. Samen met Liu Xiang, Wu Yue en Liu Xiaohan eindigde ze als zesde op de 4×50 meter vrije slag, op de gemengde 4×50 meter vrije slag werd ze samen met Hou Yujie, Cao Jiwen en Wu Yue uitgeschakeld in de series.
In Gwangju nam ze deel aan de wereldkampioenschappen zwemmen 2019. Op dit toernooi eindigde ze als vijfde op de 200 meter vrije slag, samen met Wang Jianjiahe, Li Bingjie en Zhang Yufei eindigde ze als vierde op de 4×200 meter vrije slag. Op de 4×100 meter vrije slag eindigde ze samen met Zhu Menghui, Wu Qingfeng en Wang Jingzhuo op de vijfde plaats, samen met Chen Jie, Yu Jingyao en Zhang Yufei eindigde ze als vijfde op de 4×100 meter wisselslag.
Tijdens de Olympische Zomerspelen 2020 in Tokio eindigde Yang als vierde op de 200 meter vrije slag. Op de 4×200 meter vrije slag legde ze samen met Tang Muhan, Zhang Yufei en Li Bingjie beslag op de gouden medaille, samen met Peng Xuwei, Tang Qianting en Zhang Yufei eindigde ze als vierde op de 4×100 meter wisselslag. Op de gemengde 4×100 meter wisselslag sleepte ze samen met Xu Jiayu, Yan Zibei en Zhang Yufei de zilveren medaille in de wacht.

## Internationale toernooien
| Jaar | Olympische Spelen                                                                                                 | WK langebaan                                                                      | WK kortebaan | PanPacs                                   | Aziatische Spelen                                                                                 |
| ---- | --- | --------------------------------------------------------------------------------- | --- | ----------------------------------------- | ------------------------------------------------------------------------------------------------- |
| 2018 | |                                                                                   | 9e 200m vrije slag · 6e 4×50m vrije slag · 4×100m vrije slag · 4×200m vrije slag · 4×100m wisselslag · Yang zwom enkel de series · 11e 4×50m vrije slag gemengd | geen deelname                             | 100m vrije slag · 200m vrije slag · 4×100m vrije slag · 4×200m vrije slag · DSQ 4×100m wisselslag |
| 2019 | | 5e 200m vrije slag 5e 4×100m vrije slag 4e 4×200m vrije slag 5e 4×100m wisselslag | |                                           |                                                                                                   |
| 2020 | Geen toernooien vanwege de coronapandemie                                                                         | Geen toernooien vanwege de coronapandemie                                         | Geen toernooien vanwege de coronapandemie | Geen toernooien vanwege de coronapandemie | Geen toernooien vanwege de coronapandemie                                                         |
| 2021 | serie 100m vrije slag · 4e 200m vrije slag · 4×200m vrije slag · 4e 4×100m wisselslag · 4×100m wisselslag gemengd |                                                                                   | 16-21 december |                                           |                                                                                                   |

## Persoonlijke records
Bijgewerkt tot en met 29 juli 2021
Kortebaan
| Afstand         | Tijd    | Datum           | Plaats  |
| --------------- | ------- | --------------- | ------- |
| 100m vrije slag | 53,40   | 4 november 2018 | Beijing |
| 200m vrije slag | 1.53,41 | 3 november 2018 | Beijing |

Langebaan
| Afstand         | Tijd    | Datum        | Plaats |
| --------------- | ------- | ------------ | ------ |
| 100m vrije slag | 53,02   | 28 juli 2021 | Tokio  |
| 200m vrije slag | 1.54,37 | 29 juli 2021 | Tokio  |